# ヒステリシス
ヒステリシス（Hysteresis）とは、ある系の状態が、現在加えられている力だけでなく、過去に加わった力に依存して変化すること。履歴現象、履歴効果とも呼ぶ。

## 概要
ヒステリシスとは、「加える力を最初の状態のときと同じに戻しても、状態が完全には戻らないこと」とも言える。例えば、「弾性変形の限界を超えて伸縮したために塑性変形が加わったばね」のような事例である。
ヒステリシスを持つ系では、系の状態を見ることにより過去に加えられた力をある程度推定することができる。このため、ヒステリシスは「記憶」と考えることができる。実際、下記の磁力によるヒステリシスを利用した記憶装置は、テープレコーダーをはじめとして極めて多い。
Hysteresis の語は古典ギリシア語で 「不足・不備」を意味する ὑστέρησις hysterēsis から生まれた。この現象はジェームズ・ユーイングによって、1890年に定義・命名された。本来は Hysteresis の語のみで「ヒステリシスという現象」を意味するが、日本語では「ヒステリシス現象」と表記することも多い。また、「履歴現象」と表記する場合もある。
電磁石に交流電流を流したときの磁気ヒステリシス、誘電体に交流電圧を加えたときの誘導ヒステリシスなどが知られている。ヒステリシスによる損失をヒステリシス損と呼び、電気エネルギーが熱として失われる。その他に弾性ヒステリシスなどもある。

## 磁力のヒステリシス

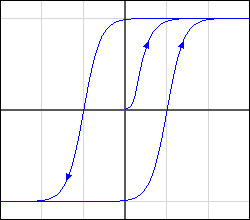
ヒステリシス曲線：外部磁場（横）と磁化（縦）のグラフ。
(1) 原点（磁場0、磁化0）から、(2) 磁場をかけると磁化が飽和する。(3) 磁場を 0 にしても磁化が残留する。
(4) ある程度の逆向き磁場をかけると磁化0になり、(5) さらに磁場を強めると磁化は反対方向に飽和する。

磁性体は磁界の中に置かれるとそれ自身が磁石になる。これを「磁化」と呼ぶ。磁界を強くしていくとどこまでも磁化されるわけではなく、ある一定値で飽和する。この値を「飽和磁化」と呼ぶ。その飽和している時点から、逆に磁界を弱くしていくと、磁化はなかなか弱くならず、逆方向の磁界のある値のところで磁化が0になる。この時の磁界の大きさを「保磁力」と呼ぶ。このように磁性体の磁化は、磁界を強くするときと弱くするときとでは別のルートを辿り、特徴的なループを描く曲線になる。この、磁場を逆方向も含め交互にかけた時の磁化曲線を「磁気ヒステリシス曲線」と呼ぶ。縦軸は磁束密度 B = I + μH であり、横軸は H（磁場の強さ）である。透磁率μは B = μH で定義されるので、ヒステリシス曲線の勾配が透磁率になる。
このヒステリシス・ループを一回描くごとに、そのループで閉じられた面積に相当する分だけのエネルギーが外部の磁界から磁性体に供給される。その磁気エネルギーは熱エネルギーに変換される。なお、この飽和磁化は温度が高くなると徐々に低下し、磁性体の元素組成に応じた一定温度で磁性体でなくなる。この温度をキュリー温度と呼ぶ。